# Hathliodes costulatus
Hathliodes costulatus är en skalbaggsart som beskrevs av Francis Polkinghorne Pascoe 1867. Hathliodes costulatus ingår i släktet Hathliodes och familjen långhorningar. Inga underarter finns listade i Catalogue of Life.